# Chapelle Notre-Dame-de-Protection de Cagnes-sur-Mer
La Chapelle Notre-Dame-de-Protection est une chapelle située au Haut de Cagnes, à Cagnes-sur-Mer dans le département français des Alpes-Maritimes.

## Historique
À l'origine, un oratoire du XIVe siècle formant l'abside à cinq pans actuelle, agrandi en 1645 avec une nef s'ouvrant sur un portique à deux arches.
Cette abside abrite un riche décor peint dégagé datant du premier quart du XVIe siècle et attribuable à Andrea de Cella. Il a été recouvert de badigeon vers 1830 et retrouvé seulement en 1936. Il est malheureusement assez altéré.
Cette chapelle fait l’objet d’un classement au titre des monuments historiques depuis le 4 avril 1939.

## Présentation des peintures murales
Les peintures se répartissent sur deux registres. Elles ont pour thème les Évangélistes, la vie de la Vierge et l'Enfance du Christ.
La chapelle offre de plus un beau retable du XVIIe siècle, et des statues de saint Sébastien et de saint Roch, protecteur contre la peste.